# Apocephalus maculicauda
Apocephalus maculicauda är en tvåvingeart som beskrevs av Borgmeier 1961. Apocephalus maculicauda ingår i släktet Apocephalus och familjen puckelflugor. Inga underarter finns listade i Catalogue of Life.